# Merlín (motor cohete)
El Merlín es un motor de cohete desarrollado por SpaceX para usarlo en sus cohetes Falcon 1, Falcon 9 y Falcon Heavy. El Merlín usa RP-1 y oxígeno líquido como propelente en un ciclo de propulsión con generador de gas.  El motor Merlín está diseñado para su recuperación y rescate en el mar.
La tecnología de "perno inyector" en el corazón del Merlín fue usada en el Programa Apolo para el motor de descenso del módulo lunar, una de las fases más críticas de la misión.
Mediante una turbobomba de eje único e impulsor dual se administran los propergoles. Además, la turbobomba proporciona queroseno de alta presión para los actuadores hidráulicos, que luego recicla en la entrada de baja presión. Esto evita la necesidad de un sistema hidráulico separado y hace que no sea posible el fallo del vector de control por agotarse el fluido hidráulico. Hay un tercer uso de la turbo-bomba, y es proporcionar potencia para pivotar el escape de la turbina para propósitos de control de la rotación.

## Variantes
Tres versiones del motor Merlín 1C están en producción. El motor Merlín para el Falcon 1 tiene un escape de turbobomba móvil que sirve para proporcionar control de rotación mediante la vectorización del escape. El motor Merlín para la primera etapa del Falcon 9 es muy parecido a la variante del Falcon 1 excepto en que el escape de la turbo-bomba no es móvil. Finalmente, el Merlín vacuum se utiliza en la segunda etapa del Falcon 9. Este motor se diferencia del de la primera etapa del Falcon 9 en que emplea una tobera de escape mayor optimizada para las operaciones en el vacío y puede ser acelerado entre el 60 y 100 por cien.

## Revisiones

### Merlín 1A
La versión inicial, el Merlín 1A, usaba una tobera de fibra de carbono compuesto, barata y reutilizable que era enfriada por contacto. Producía 77.000 lbf (340 kN) de empuje. 
El Merlín 1A voló solo dos veces: La primera el 24 de marzo de 2006, cuando falló y se incendió debido a una fuga de combustible justo después del despegue, y la segunda vez el 21 de marzo de 2007, donde tuvo éxito. En ambas ocasiones el Merlín 1A fue montado en la primera etapa del Falcon 1.

### Merlín 1B
El motor de cohete Merlín 1B es una versión mejorada del motor Merlín desarrollada por SpaceX para sus lanzaderas Falcon 1, capaz de producir 85.000 lbf (380 kN) de empuje. El Merlín 1B fue actualizado a partir del 1A con una turbina (de 1490 kW a 1860 kW).
Los planes iniciales para el Merlín 1B eran ser parte de la lanzadera Falcon 9 Heavy, en cuya primera etapa habría un grupo de nueve de esos motores. Debido a la experiencia del primer vuelo del Falcon 1, el 1B no sería usado en ningún vehículo de vuelo.  SpaceX ha cambiado el desarrollo de su Merlín al del Merlín 1C, que es enfriado por regeneración. Por tanto el Merlín 1B nunca fue utilizado en un cohete.

### Merlin 1C

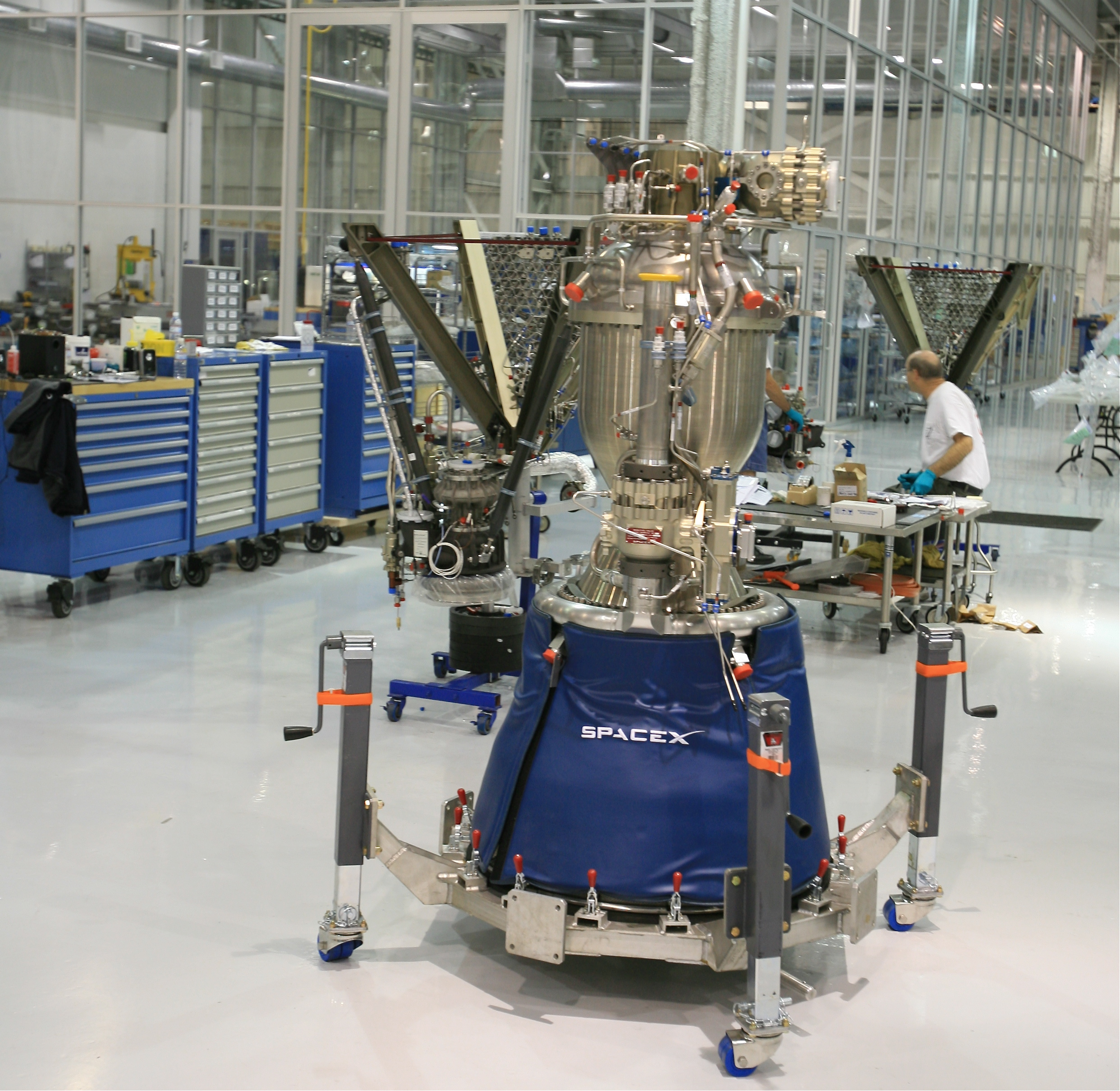
El Merlín 1C en construcción en la fábrica de SpaceX.

El Merlín 1C usa una tobera y una cámara de combustión enfriadas por regeneración, y completó la prueba de ignición (170 segundos) en noviembre de 2007.
Cuando estuvo configurado para su uso en los vehículos Falcon 1, el Merlín 1C tenía un empuje al nivel del mar de 78.000 lbf (350 kN), un empuje en el vacío de 90.000 lbf (400 kN) y un impulso específico en el vacío de 304 segundos. En esta configuración el motor consumía 300 lb (140 kg) de propelente por segundo. Las pruebas han sido dirigidas con un único motor Merlín 1C funcionando correctamente un total de 27 minutos (contando juntas la duración de varias pruebas), que equivalen a diez vuelos completos del Falcon 1.
Cuando ha estado configurado para su uso en los nuevos vehículos Falcon 1e y Falcon 9, el Merlín 1C ha tenido un empuje al nivel del mar de 125.000 lbf (560 kN), y un impulso específico de 300.
En el fallido tercer intento de lanzar un Falcon 1 se usó un Merlín 1C. Durante la discusión del fallo, Elon Musk apuntó, "El vuelo de nuestra primera etapa, con el nuevo motor Merlín 1C que será usado en el Falcon 9, fue una imagen perfecta."  El Merlín 1C se usó en el exitoso cuarto vuelo del Falcon 1 el 28 de septiembre de 2008.

### Merlin 1D
El motor Merlin 1D fue desarrollado por SpaceX en 2011-2012, con el primer vuelo en 2013. El Merlin 1D fue originalmente (abril de 2011) diseñado para un empuje de nivel del mar de 620 kN (140.000 lbf). En 2011, se reveló que el motor tendría un empuje de vacío de 690 kN (155.000 lbf), un impulso específico de vacío (Isp) de 310 s, una relación de expansión aumentada de 16 (frente a los 14.5 anteriores de El Merlin 1C) y presión de la cámara en el "sweet spot" de 9,7 MPa (1,410 psi). Una nueva característica para el motor es la capacidad de estrangulación de 100% a 70%. Los refinamientos posteriores del Merlin 1D se han operado hasta el 40% del empuje total.
Los objetivos de diseño del nuevo motor incluyen una mayor fiabilidad (aumento de la vida útil de la fatiga y aumento de los márgenes térmicos de la cámara y de la boquilla), un rendimiento mejorado (objetivo de diseño de empuje de 140.000 libras-fuerza (620 kN) y una capacidad del acelerador de 70-100 por ciento) y una mayor manufacturabilidad, menor número de piezas y menos horas de trabajo).
Cuando se completó la prueba del motor en junio de 2012, SpaceX declaró que el motor había completado una prueba completa de duración de la misión de 185 segundos de lanzamiento de 650 kN (147.000 lbf) de empuje y también confirmó la relación de empuje a peso esperada superó los 150. A partir de noviembre de 2012, la sección Merlin de la página Falcon 9 describe que el motor tiene un empuje del nivel del mar de 650 kN (147.000 lbf), un empuje de vacío de 720 kN (161.000 lbf), un impulso específico al nivel del mar (ISP) de 282 S y un impulso específico de vacío (Isp) de 311 s. [4] El motor tiene el impulso específico más alto jamás alcanzado para un motor del generador del gas-cohete del motor del cohete. El 20 de marzo de 2013 SpaceX anunció que el motor Merlin 1D ha logrado la calificación de vuelo. En junio de 2013, el primer vehículo de vuelo orbital para utilizar el Merlin 1D, el Falcon 9 1.1 primera etapa, completó las pruebas de desarrollo.
El primer vuelo del Falcon 9 con motores Merlin 1D lanzó el satélite CASSIOPE para la Agencia Espacial Canadiense. CASSIOPE, un satélite de 360 kg (800 libras) de investigación meteorológica y de comunicaciones, fue lanzado en una órbita terrestre baja (LEO) casi polar. El segundo vuelo fue el lanzamiento de la órbita de transferencia geosincrónica (GTO) de SES-8.
La proporción básica de la mezcla combustible / oxidante Merlin se controla mediante el dimensionamiento de los tubos de suministro del propulsor a cada motor, con sólo una pequeña cantidad del flujo total recortada por una "válvula de mariposa controlada por servomotor" para proporcionar un control fino del Mezcla.
El 24 de noviembre de 2013, durante una teleconferencia conjunta de SES y SpaceX con respecto al lanzamiento del SES-8, Elon Musk declaró que el motor funcionaba realmente al 85% de su potencial, y esperaban poder aumentar el empuje del nivel del mar hasta Alrededor de 730 kN (165.000 lbf). [36] En junio de 2015, Tom Mueller respondió a una pregunta sobre los índices de empuje de Merlin 1D en Quora. Precisó que el Merlin 1D tiene un peso de 470 kg (1.030 lb) incluyendo actuadores de empuje, un empuje de vacío de corriente de 723 kN (162,500 lbf) y un empuje de vacío aumentado de 825 kN (185,500 lbf), que todavía pesa lo mismo . Estas cifras proporcionan una relación de empuje-peso actual de ≈158 y una relación de empuje-peso aumentada de ≈180. [2] Los motores mejorados se usan actualmente en Falcon 9 full thrust, una iteración del lanzador Falcon 9 con múltiples cambios. El vehículo se lanzó primero en el vuelo 20 con once satélites Orbcomm OG2.
En mayo de 2016, SpaceX anunció planes para aumentar aún más el Merlin 1D al aumentar el empuje de vacío a 914 kN y el empuje del nivel del mar a 845 kN; De acuerdo con SpaceX el empuje adicional aumentará la capacidad de la carga útil del Falcon 9 LEO a alrededor de 22 toneladas métricas en una misión completamente desechable. SpaceX también observó que a diferencia de la anterior iteración Full Thrust del vehículo Falcon 9, el aumento en el rendimiento se debe únicamente a los motores mejorados y no se planifican públicamente otros cambios significativos al vehículo.

### Merlin 1D Vacío
Una versión de vacío del motor Merlin 1D se desarrolló para el Falcon 9 v1.1 y el Falcon Heavy segunda etapa.
A finales de 2012, Elon Musk tuiteó una imagen del Merlin 1D Vacío disparando en el puesto de prueba y declaró "Ahora prueba de encender nuestro motor más avanzado, el vacío Merlin 1D, con 80 toneladas de empuje". Actualmente, la página oficial del producto Falcon 9 de SpaceX enumera el empuje del vacío de Merlin en la segunda etapa del lanzador a 934 kN (210.000 lbf) y un impulso específico de 348 segundos en condiciones de vacío. El aumento se debe a la mayor proporción de expansión proporcionada por el funcionamiento en vacío, ahora 165: 1 utilizando una extensión actualizada de la boquilla.
De acuerdo con la Guía del usuario de la carga útil de SpaceX, el Merlin 1D Vacuum puede disminuir hasta el 39% de su empuje máximo, o 360 kN (81.000 lbf).

### Merlín Vacío
El 10 de marzo de 2009 un comunicado de prensa de SpaceX anunció el éxito de la prueba del motor Merlín Vacuum. El Merlín Vacuum, una variante del motor 1C, posee una sección de escape mayor y una tobera significativamente más grande para maximizar la eficiencia del motor en el vacío del espacio. Su cámara de combustión es enfriada por regeneración mientras que la tobera de aleación de niobio es enfriada por radiación. El motor proporciona un empuje en el vacío de 92.500 lbf (411 kN) y un impulso específico en el vacío de 342 segundos.  El primer motor Merlín Vacuum producido, diseñado por volar como motor de la segunda etapa en el vuelo inaugural del Falcon 9 en 2010, superó una prueba de ingición para la inserción orbital de duración completa (329 segundos) el 2 de enero de 2010.  A toda potencia, el motor Merlín Vacuum generó 411.000 N (92.500 lbs de fuerza) de empuje, y operó con el mayor rendimiento nunca antes visto en un motor de cohete de hidrocarburo americano.

## Diseño

### Control de motores
SpaceX usa un diseño de triple-redundancia en las computadoras del motor Merlín. El sistema usa tres computadoras en cada unidad de procesamiento, cada una corroborando constantemente el proceso de las otras, para instanciar un diseño tolerante a fallas. Una unidad de procesamiento es parte de cada uno de los diez motores Merlín (nueve en la primera etapa, uno en la segunda etapa) usado en el Falcon 9.

### Turbo-bomba
La turbo-bomba usada en los motores Merlín 1A-1C que los alimenta con LOX/RP-1 fue diseñado y desarrollado por Barber-Nichols. Éste gira a 36.000 revoluciones por minuto entregando 10 000 caballos de fuerza (7.500 kW).